# Peraglyphis atimana
Peraglyphis atimana es una especie de polilla del género Peraglyphis, subfamilia Tortricinae, orden Lepidoptera.

## Distribución
Se distribuye por Australia (Nueva Gales del Sur).

## Taxonomía
Fue descrita por Meyrick en 1881 y publicada en Proceedings of the Linnean Society of New South Wales 6: 533.